# グレートバリアリーフ
グレートバリアリーフ（英: Great Barrier Reef）は、オーストラリア大陸北東岸に広がる世界最大のサンゴ礁地帯。漢字表記は大堡礁（だいほしょう）。南緯10度から24度にかけて広がり、2600km（1,600マイル）を超える長さに2,900以上の暗礁群と約900の島を持ち、総面積は344,400km2以上となる。地理的な位置は、クイーンズランド州沿岸の珊瑚海に存在する。
国際連合教育科学文化機関（ユネスコ）により1981年に世界自然遺産として登録され、人気の高い観光地でもあるが、白化現象によるサンゴの死滅が著しい。グレートバリアリーフは、様々な自然に恵まれている。

## 概要
グレートバリアリーフは宇宙空間からも確認できるほど広大であり、生物が作り出した単一の構造物としては世界最大である。しかし、その生物とは微小なサンゴやポリプ等の有機体であり、これらが数十億集まって形成しているサンゴ礁。そして、この暗礁は生物多様性を支える重要な役目を持ち、1981年に世界遺産（自然遺産）に登録された。1997年、CNNはグレートバリアリーフを「7大世界の驚異」自然部門の一つに挙げ、クイーンズランド州のナショナル・トラストは州を代表する象徴に認定した。
暗礁のかなりの部分はグレートバリアリーフ海洋公園に指定され、漁業や観光など人間の行為が及ぼす影響を制限している。ただし、表面流出や気象変動によるサンゴの白化現象、オニヒトデの異常繁殖など、生態系に打撃を与える環境変化が発生している。これらへの対策も取り組まれており、その統合沿岸管理 (ICM) は先端的な事例にも挙げられる。だが2021年には危機遺産に認定すべきかどうかが議論されるほど環境悪化が続いている。
オーストラリア先住民族のアボリジニやトレス海峡諸島民たちは1万5千年前から長くグレートバリアリーフと共生を続け、彼らの文化や精神に多大な影響を与えてきた。ヨーロッパ人移住後は1770年のジェームズ・クックなど探検や調査が進んだ。1960年代にはグレートバリアリーフ内での石油掘削が認められたことを契機に賛否の論争が起こり、1970年代からは保護に向けた検討が始まった。近年は観光地としても著名となり、特にウィットサンデー諸島やケアンズ地区が知られる。観光収入は年10億オーストラリアドルまたは経済効果として年60億オーストラリアドルと推計されている。

## 地理と地質

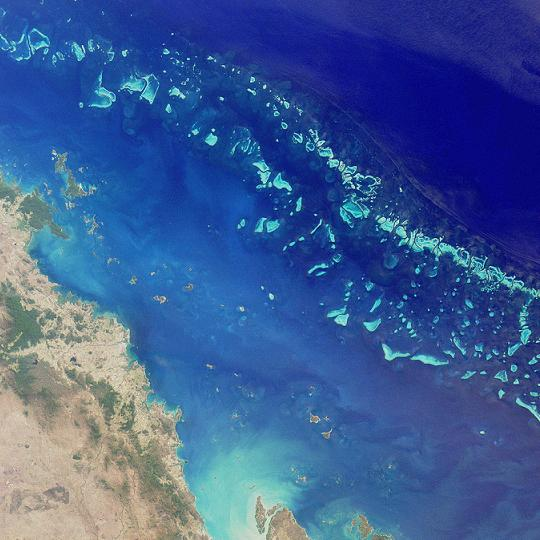
グレートバリアリーフのクイーンズランド州海岸部衛星写真。エアリービーチとマッカイを含む箇所。

グレートバリアリーフはグレートディヴァイディング山脈地域の顕著な特徴となっている。小さなマレー島をその中に含んでいる。最北端の島であるブランブル・ケイとパプアニューギニア南海岸の間のトレス海峡から、最南端のレディーエリオット島とフレーザー島の間の名も無き海峡まで続いている。レディーエリオット島はブランブル・ケイから南東に直線距離で1,915 km (1,190 mi)の位置にある。約900の島のうち、600は大陸起源、300はサンゴ礁を起源とする。うち最大の島は37,379 haのヒンチンブルック島である。
新生代以降、オーストラリア大陸は年間7cmの速度で北へ移動している。大陸東部は隆起を続けた時期があり、クイーンズランド州に長さ400kmにわたる分水界を形成した。この時期、活発な火山活動や玄武岩流が続き、花崗岩が露出した部分によっていくつかの島が形成された。そして構造盆地が形成されると、ここにサンゴが進出し始め、後の珊瑚海となった。しかし約2500万年前頃までクイーンズランド北部は温帯水域であったため、サンゴが繁殖するには海水は冷たかった。ここから、グレートバリアリーフの形成は複雑な経路をたどる。やがてクイーンズランド水域の気候は熱帯へと変わるが、同時に海深の変化も起こりサンゴ礁の成長と衰退に影響を与えた。珊瑚は直径で年間1-3cm成長するが、垂直方向の成長は年1-25cmにもなる。しかしこれには日光が欠かせず、そのために深度150m以上の場所では成長は難しい。クイーンズランドの海岸が2400万年前に熱帯気候となった頃、一部に珊瑚の成長が始まったが、グレートディバイディング山脈の浸食によって堆積作用が始まり、三角州や海盆域およびタービダイトが形成され、それらはサンゴの繁殖には阻害要因となった。1000万年前には蓄積した堆砂が水深を下げ、さらにサンゴの成長を邪魔する土砂がかぶりにくい沖まで堆積が進んだ。ただし暗礁となるには基盤となる部分へのさらなる堆積が必要だった。40万年前には間氷期が訪れ、浅い海の海水温度は一時的に4℃ほど上昇した。

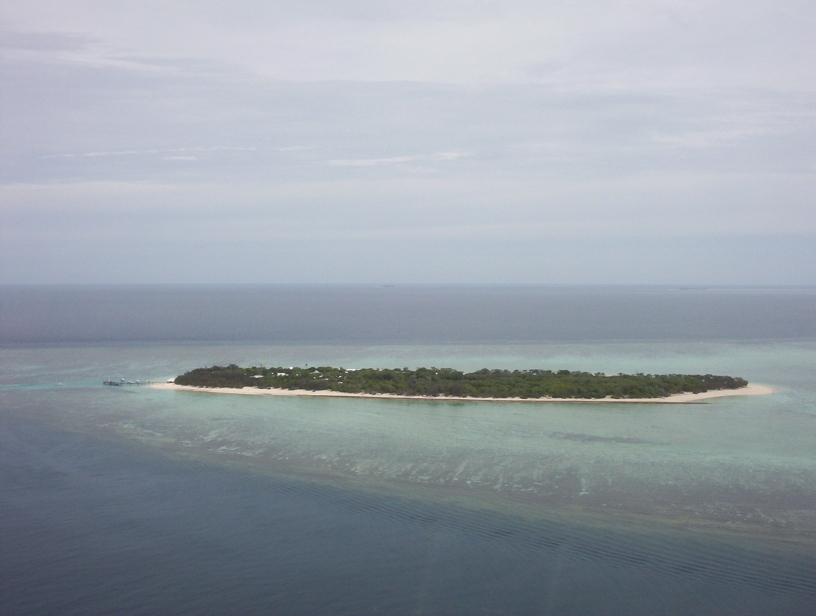
グレートバリアリーフ南部、珊瑚海にあるヘロン島。

現在のグレートバリアリーフを形作る基盤となる地層は、古い暗礁や火山)の名残りなどを含む海丘の上にグレートディバイディング山脈からの堆積物が重なった開析海岸平野である。協同リサーチセンター (CRC)内のサンゴ礁リサーチセンターは、50万年前のサンゴ骨格による鉱床を発見した。グレートバリアリーフ海洋公園管理局 (GBRMPA)は、初期の暗礁は60万年前頃から形成が始まったという見解を述べ、現在生育しているサンゴ群はその上に、約2万年前から成長を始めたと考察している。オーストラリア海洋科学研究所もこれに同意し、成長開始の時期は最終氷期最盛期に当たり、海深も現在より120mほど浅かったと述べている。
2万年前から6000年前にかけて海水準変動によって海面は上昇した。これに伴い、サンゴは海岸平野上でより高く成長した。1万3千年前の頃、海面は現在よりも60m程低く、その頃には海岸平野の丘状部は大陸島となり、サンゴの繁殖はその周囲で起こった。海面が上昇に転じると大陸島は水没し、サンゴは海丘上全体で成長するようになり、現在の小島（キー）や暗礁へと成長した。約6000年前から今日にかけての期間、グレートバリアリーフ周辺では海面上昇は起こっていない。CRCサンゴ礁リサーチセンターは、現在生育しているサンゴは8000-6000年前にサンゴ礁を形成したものが絶滅せずに繁殖しているとの見解を述べた。リーフ形成当初のサンゴ礁と似た古代の堡礁は、西オーストラリア北部のキンバリー地域で見ることができる。
世界遺産に登録されたグレートバリアリーフの地域は70のエコリージョンに分けられ、うち30はサンゴ礁のエコリージョンである。北部にはリボンリーフや三角州堆積礁が形成されているが、それ以外の地域には同種のものは見られず、環礁は存在しない。また、サンゴ礁がオーストラリア大陸と接触している部分もほとんど無い。
裾礁は広く見られ、特にウィットサンデー諸島のような島と接触して形成されたものが南域で特に顕著である。礁湖を伴うサンゴ礁も南部で多く、北部でもプリンセスシャロット湾沖などで発達している。中部域で最も一般的な形態は、リザード島周辺などのような三日月礁であり、グレートバリアリーフ海洋公園最北部や南緯20-22度のスウェイン礁などでも確認される。面状礁はヨーク岬半島およびプリンセスシャロット湾からケアンズまで広く分布し、リーフ内の多くの島で発達している。一方、大陸に近いヒンチンブルック島には山、峡谷と熱帯雨林があり、ヒンチンブルック海峡には広大なマングローブが発達している。

## 生態系

ケアンズ近郊のフリンリーフで見られる色とりどりのサンゴ類

グレートバリアリーフは、危急種や絶滅危惧種などに相当する固有種等、多くの生命にとって安住の地でもある。

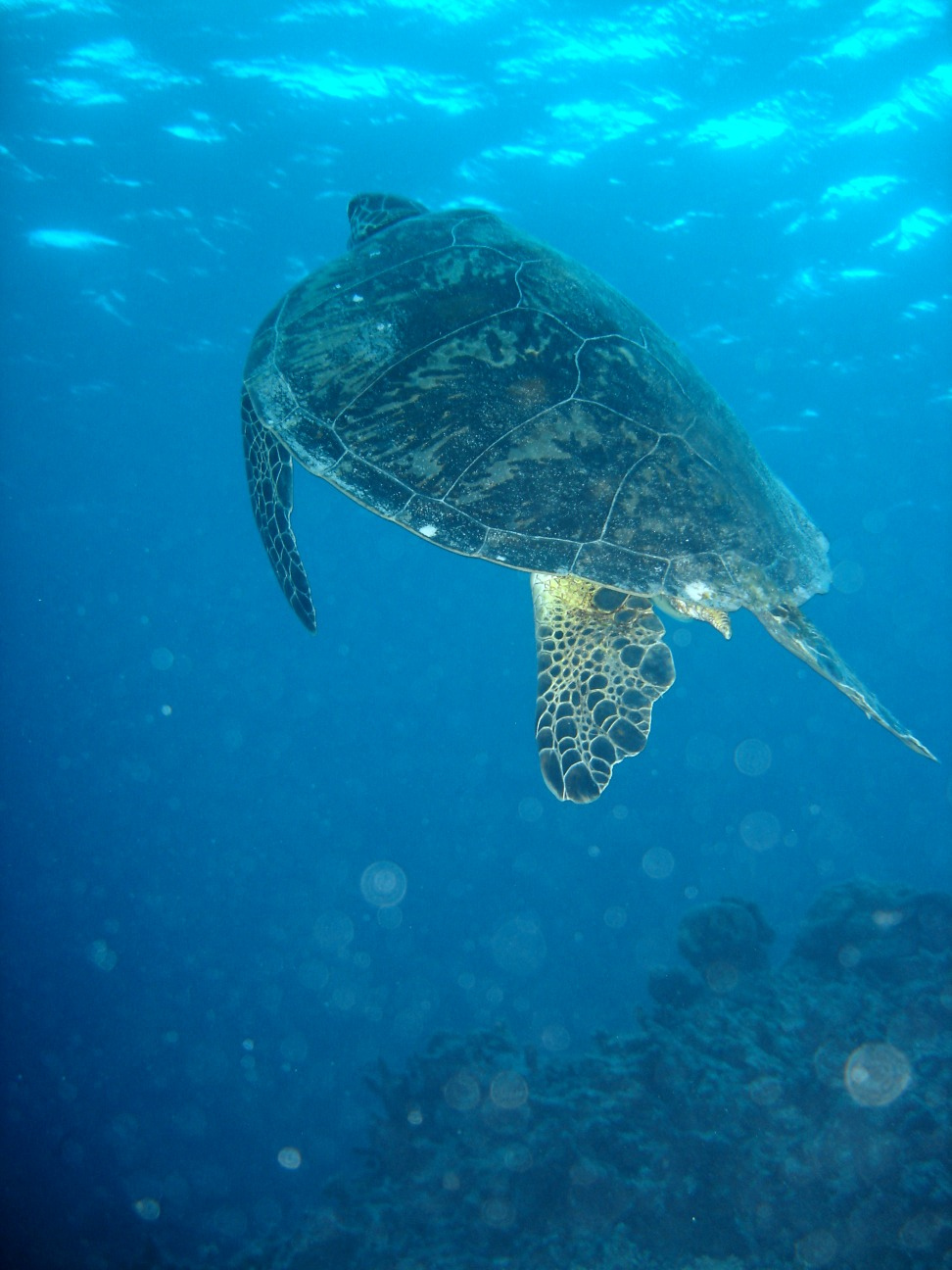
グレートバリアリーフのアオウミガメ

クジラやイルカなど30種がグレートバリアリーフで確認され、その中にはネズミイルカ科、ミンククジラ、ウスイロイルカ属、ザトウクジラ等も含まれる。ジュゴンの個体数も多い。
ウミガメの仲間は6種類。アオウミガメ、オサガメ、タイマイ、アカウミガメ、ヒラタウミガメ、ヒメウミガメが見つかっている。アオウミガメは集団遺伝学見地から2種類に分けられ、暗礁の北部と南部にそれぞれ生育しており、うちレイン島は世界最大のアオウミガメの繁殖地である。海草は15種あり、魚類の生息域となり、ジュゴンや亀を引き寄せる。最もよく見られる海草の属はウミヒルモ属とウミジグサ属である。
暗礁近郊の海岸線にあるマングローブや塩沼では、イリエワニが生息する。巣についての報告は無く、海洋公園では海生ワニは広範囲に生息するが、各個体は孤立気味である。サメ、アカエイ科、ガンギエイ目、ギンザメ目は125種が暗礁で確認されている。軟体動物は5000種近くが確認されており、オオシャコガイや多様なウミウシ、イモガイ科などがいる。ヨウジウオ亜科は49種、タツノオトシゴは9種が確認された。島部では少なくとも7種のカエルが生息する。
鳥は215種、この中には22種の海鳥と32種の海岸線に棲む鳥を含み、暗礁を巣やねぐらの場にしている。特にソデグロバトは島々に種子を散布し、植生を形成させるほか、シロハラウミワシやベニアジサシも見られる。ほとんどの営巣は北部または南部の島で行われ、140から170万羽が繁殖する。また、大陸に近接する島々には越冬するチョウの大群が訪れることもある。グレートバリアリーフの島々は知られているだけで2195種にものぼる植物の生育地となっており、固有種も3種が見つかっている。北部の島々に繁る300から350種の植物は樹木が多く、南部の200種は草本中心という傾向がある。ウィットサンデー地区は最も植生が豊かな場所で、1141種が根付く。植物の伝播には鳥が貢献している。
ウミヘビは17種が水深50m未満の暖かい海水の領域に住み、北部よりも南部でよく見られる。世界遺産登録区域のウミヘビには固有種は見つかっておらず、絶滅の危惧も無い。

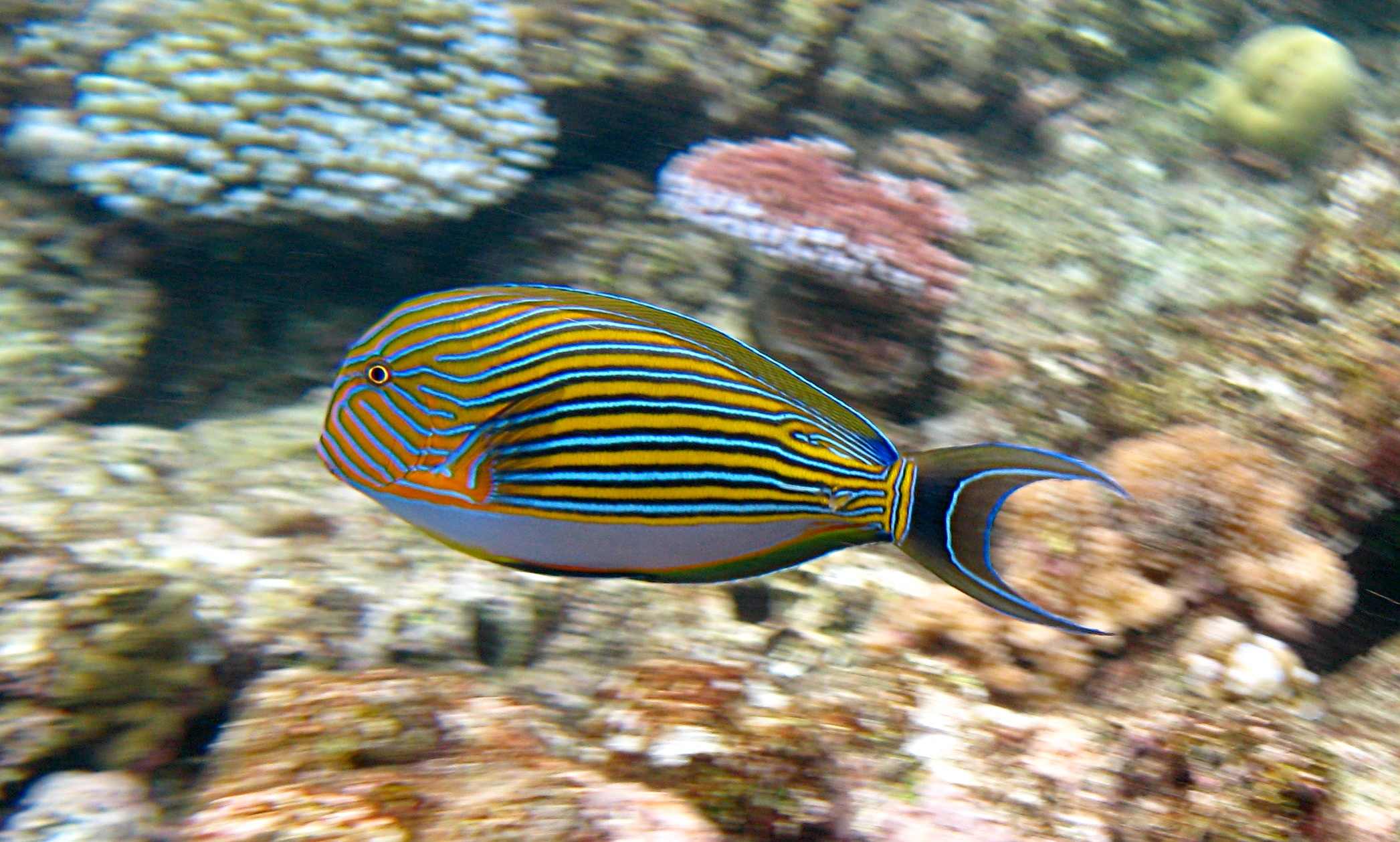
フリン・リーフのニジハギ

魚は1500種以上が暗礁で生活し、クマノミやバラフエダイ、アマミフエフキ、数種のフエダイ科やスジアラなどが知られる。49種が固まりで産卵するが、他の84種は放卵を行う。
ホヤの仲間は少なくとも330種が水深1-10cmの暗礁に生存しており、外肛動物は300から500種がいる。
サンゴは約71属400種。イシサンゴの仲間もウミトサカの仲間も見られる。ほとんどが配偶子で生殖する種類であり、春や夏の水温上昇や月齢、および日周期の影響を受けて配偶子を一斉に放つ行動を取る。グレートバリアリーフでは10月に、満月の後の週にこれらが見られ、礁の外では11月や12月に行われることもある。通常のウミトサカは36種が生息する。ほかにはカイメン、イソギンチャク、海生ワーム類、甲殻類も生息している。海草や海藻は500種が暗礁で生育し、その中には石灰質上に長さ100mにもなる群をつくり、その様子が多雨林にも比されるサボテングサ属13種もある。

## 環境への懸念

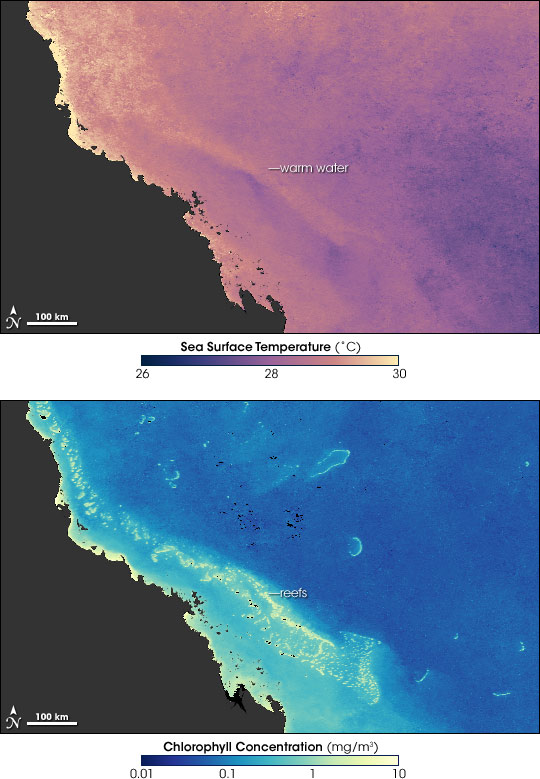
グレート・バリア・リーフの海面温度とサンゴ白化現象の状態。

気候変動、公害、オニヒトデの繁殖、漁業がグレートバリアリーフの健全な状態に与える脅威は大きい。他にも、海難事故、石油流出や台風も無視できない。原生動物が引き起こすサンゴの骨格を侵す骨侵食バンド症や汚染へ影響する珊瑚感受性は、31種のサンゴに影響を及ぼしている。
サンゴ礁研究のためのARCセンターの報告書によれば、現在、北部地域でサンゴの67%がサンゴ礁の最悪の被害を受けて死亡したことが明らかになった。

### 気候変動
グレートバリアリーフ海洋公園管理局は、リーフにかかる最大の脅威はサンゴの白化現象を引き起こす気候変動だと捉えている。1998年、2002年および2006年、2024年の夏に海洋温度が上昇して大規模なサンゴ白化現象が生じたが、このような事態は毎年起こりうるものと予想されている。気候変動の影響はこれらに止まらず、魚が生息区域を変えてしまい、その結果として捕食性海鳥の雛の死亡率が上昇するような問題も生じる。また、生息数の変化はウミガメの生態域にも変化を及ぼす。

### 公害
グレートバリアリーフが直面する別の脅威には、公害と水質汚染がある。北東オーストラリアの河川は熱帯性の洪水を起こす。これによってサンゴ礁に汚染が広がるが、この現象の90%は農場における表面流出が要因である。そしてその背景には、過剰放牧、肥料や殺虫剤の過剰使用がある。
土壌流出問題は、自然の沈殿物堆積とフィルターの役割を担っていた沿岸部の湿地減少も拍車をかけている。この水質低下は、光や酸素を求める藻類の競争を厳しくさせる。

### オニヒトデの大発生

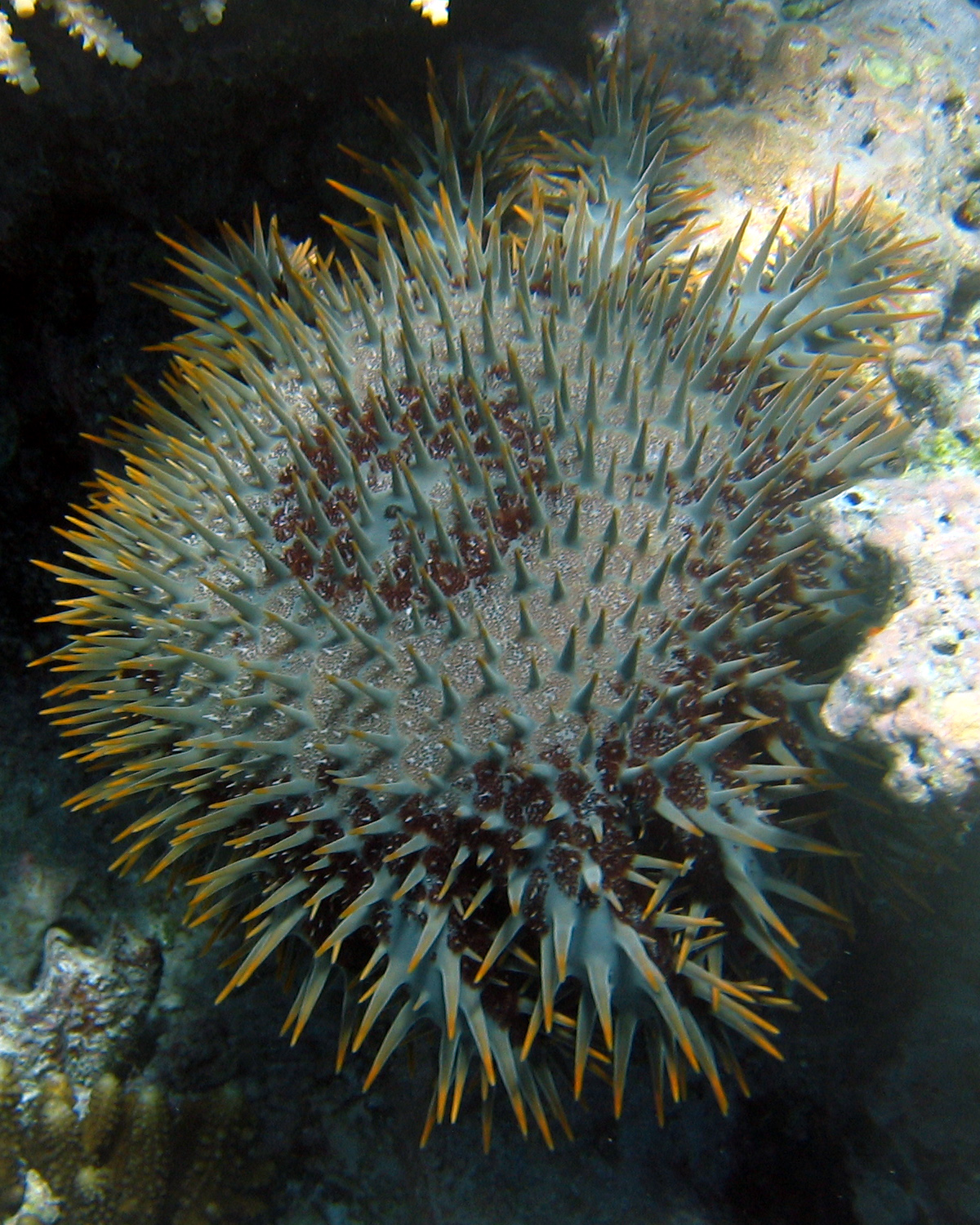
オニヒトデの一種

オニヒトデはサンゴのポリプを餌とする。これらのヒトデの数が多いと、サンゴ礁は荒らされることになる。2000年に起こった大発生では、RRC (Reefs Research Centre.)の研究で調査されたサンゴ礁の66%が失われていた。このような大発生は、水質低下やヒトデの天敵を乱獲したために、自然のサイクルが狂わされて起こると考えられている。

### 漁業
オーストラリア北東は、沿岸漁業が盛んである。ホラガイなどキーストーン種の種族維持が困難になる程の乱獲は、サンゴ礁の食物連鎖機能を混乱させる。漁業そのものも、船舶による水質汚染、イルカや亀を混獲してしまうこと、トロール網や碇および魚網による生息地破壊などを引き起こす。2004年中頃、グレートバリアリーフ海洋公園の約1/3に当たる領域で、釣りも含むあらゆる生物の移動行為が許可なしでは認められなくなった。

### 船舶事故
グレートバリアリーフを航行する船舶が起こす事故は差し迫った事態である。暗礁内を通過する航行は簡単ではないが、船が不調を来しているような際、修理をするまではリーフ内を通る方が安全と考える操船者は多い。このような要因から、判明しているだけでも1600隻以上の船がグレートバリアリーフで座礁などを起こしている。

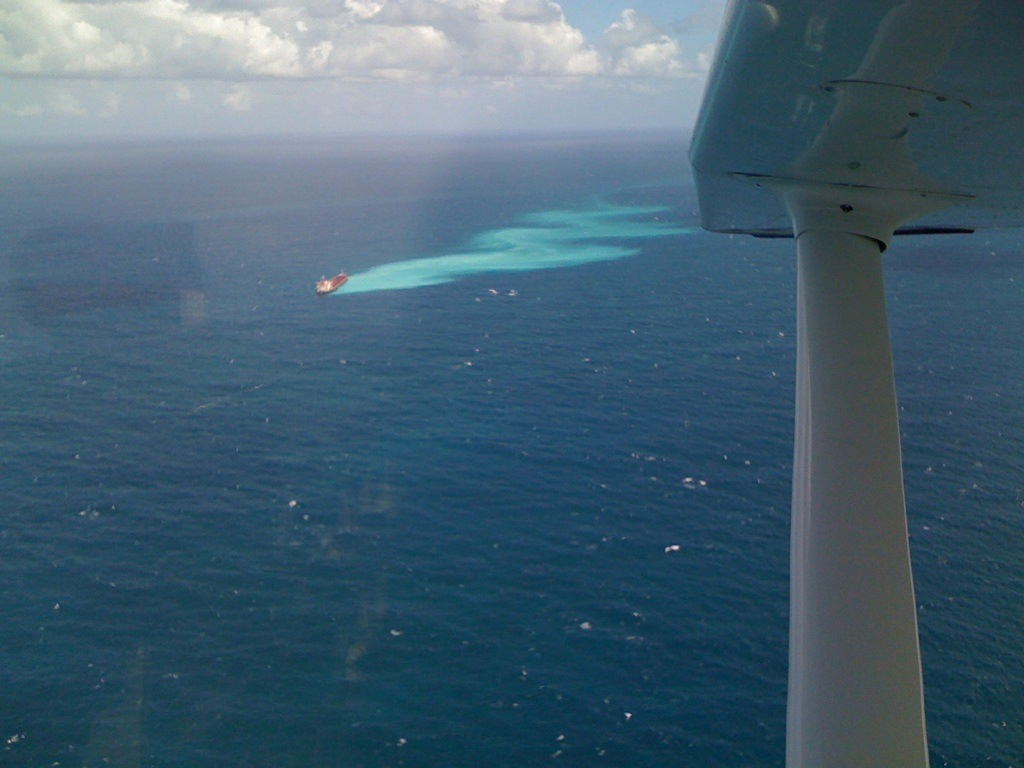
2010年4月5日に起こった、『深能一号』の座礁。

2010年4月3日には、石炭専用船『深能一号』がダグラス浜沖の浅瀬に座礁し、最大4トンの油が流出してサンゴ礁に損害を与える事故が発生した。これは、制限海域内であるにもかかわらず最高速度で浅瀬に衝突して座礁したもので、4日未明に燃料油約950tの一部が流出する事態となった。これにより海洋汚染やサンゴ礁を損壊する恐れが懸念された、中和剤の散布により重油の被害自体は最小限に食い止めたものの、珊瑚礁には幅250m、長さ3kmに渡って引き摺られたような傷が残った他、海洋生物付着防止用の有害塗料が剥れ珊瑚に付着しているのも確認された。この事故で4月14日には船長と一等航海士が連邦警察に逮捕されている。

## 人間の利用
グレートバリアリーフを古くから知っていたアボリジニやトレス海峡諸島民は、長く利用してきた。アボリジニはこの地域に約4万年前から、トレス海峡諸島民は約1万年前からこの地域に居住し、70程の部族を形成した彼らにとってリーフは文化を特徴づけるものとなっていた。
1768年、ルイ・アントワーヌ・ド・ブーガンヴィルは探検の最中にグレートバリアリーフを発見したが、特にフランスの領有を主張することは無かった。1770年6月11日、艦長・ジェームズ・クック率いるエンデバー号がリーフで座礁する事件を起こした。船は大損害を被ったが、満ち潮に合わせて引き揚げに成功し、最終的に脱出した。リーフで起こった最も有名な海難事故の一つに、1791年8月29日のパンドラ (帆走フリゲート)難破沈没があり、この時は35人が犠牲となった。1983年以来、パンドラはクイーンズランド博物館で展示されている。グレートバリアリーフには環礁が全く無かったため、その全貌は19世紀までほとんど知られていなかった。この期間、いくつかの島でグアノの堆積物の採掘が行われ、レイン島のように作業を行うための標識として灯台が建設された。初期の暗礁研究は、1922年のグレートバリアリーフ委員会によって開始された。

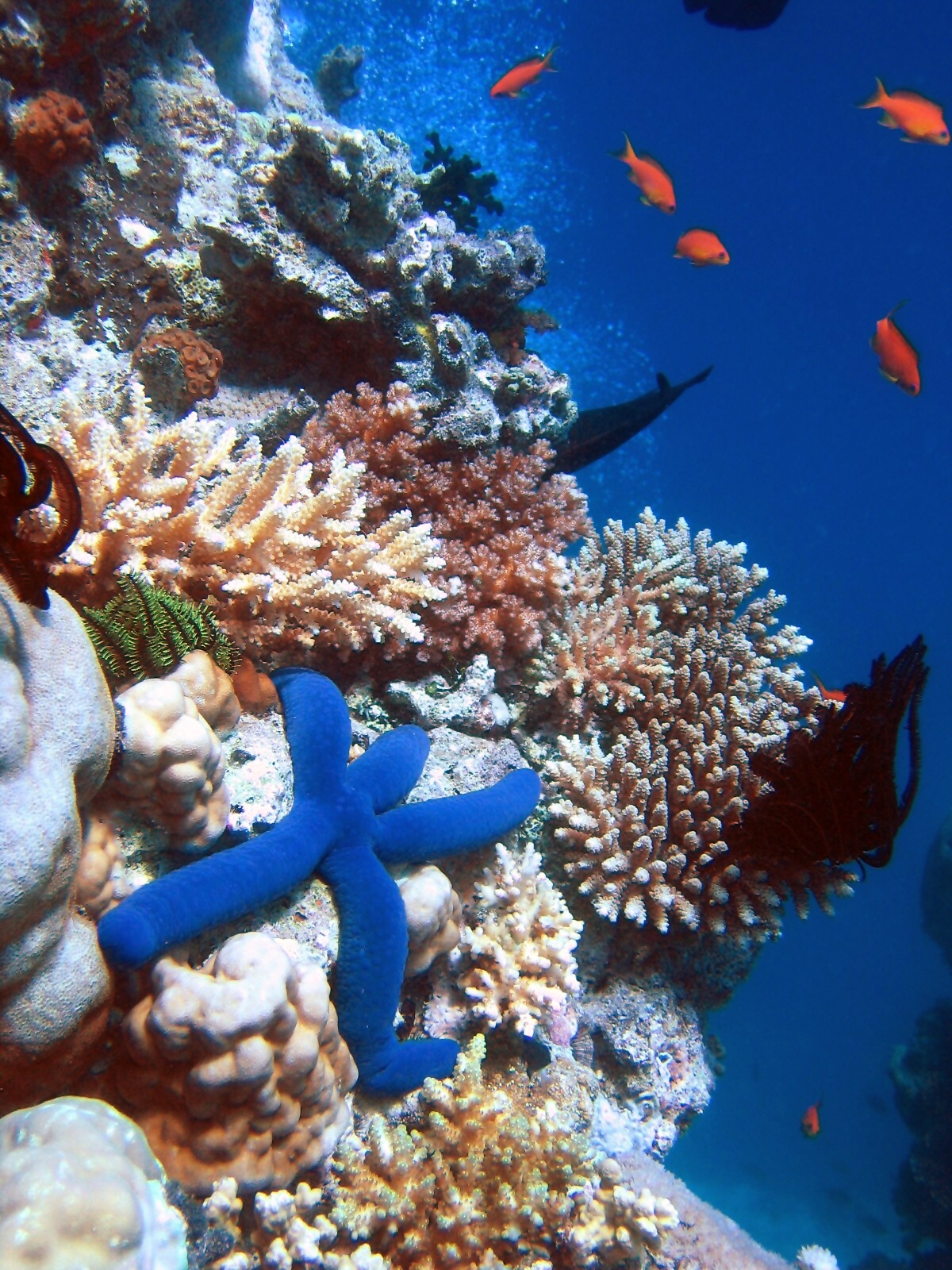
サンゴに貼り付いたアオヒトデ。観光では、時に美しい自然に触れる機会を得られる。

### 管理
王立委員会がリーフでの石油採掘を禁じ、1975年にオーストラリア政府はグレートバリアリーフ海洋公園を定めて各種の経済活動を制限したが、それは全地域を包括してはいない。公園はクイーンズランド州政府との協力の下、公園管理局が継続的に保てる節度を持った利用を保証する。そのために、ゾーニング、管理計画、認可、教育、エコツーリズム証明などの奨励を組み合わせて、サンゴ礁の維持管理に努めている。
1990年にはオーストラリア政府の申請に基づき国際海事機関（IMO)がグレートバリアリーフを世界で初めての特別敏感海域に指定し、いくつかの関連保護措置を採択した。
1999年にオーストラリア議会は、国家の自然環境保護に関する法律を改訂し、地域の生物多様性を優先するガイダンスを規定するように定めた「環境保護を生物多様性の保全に関する条例」を通過させた。この条例の施行は、海洋の生物学的地域計画実施に繋がった。この計画では、海洋環境において各々の種が全体の生態系の中でどのような相互作用をもたらすかを検討することによって、海生生物の多様性を保存することが目的とされた。
この過程には2つの段階があり、第一段階では（現在では）5箇所のそれぞれ独立した海洋地域で保護する優先順位を見極める事であり、次の段階ではオーストラリア国家が指定する海洋保護地域体系 (National Representative System of Marine Protected Areas, NRSMPA) に加える適用海域（保護地区や海洋公園）を明確化する事である。陸上の保護地区同様に、海洋地区でも生物多様性が何世代にわたって保護されている状態をつくりだす。海洋保護区は、オーストラリア・ニュージーランド環境保全評議会によって作成された「国家による海洋保護地域体系創設のためのガイドライン」（いわゆる「ザ・ガイドライン」）に書かれた基準を元に設定される。
このガイドラインは、「連邦水域の海洋保護区に対する国家的地域体系の設立に関する目標と原則」に要約され、オーストラリアの国策として地方にまで認識され、実行される。これらの政策が適切に実行される中で、海洋保護区はそれぞれの情報が慎重に評価され、NRSMPAに加えられる。これらの優先順位は人間や環境が与える脅威の度合いを基本に設けられ、海洋の地域生態系計画がこの優先順位に基づいて策定される。異なる領域の優先順位設定には3つの方法が用いられ、先ず最初に地域生態系の概略が作成される。次に地域生態系計画が立案され、三番目にこれが纏められる。これらの計画は纏められた後でも、他の地域に脅威となるような影響を与えるような場合には、制限が加えられることがある。

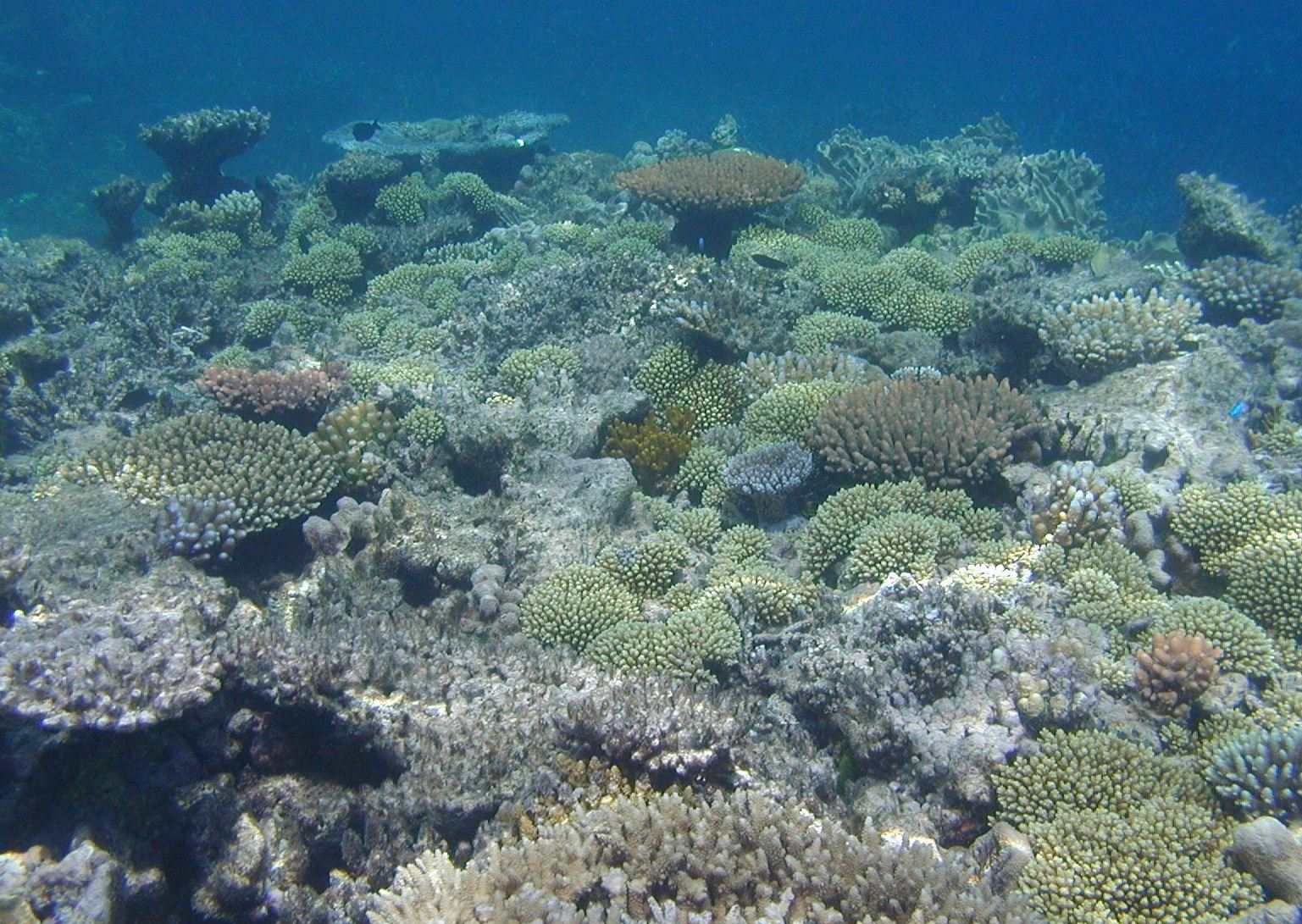
ケアンズ・セクションのエイジンコート・リーフ

2001年、GBRMPAはグレートバリアリーフにおける水質悪化に関する報告書を発表し、この問題の重要性を解説した。この報告では、リーフの水質改善に向けてオーストラリア国政府とクイーンズランド州政府が共同して主導性を発揮する点に重きを置いている。2003年には国と州は流入する水の質向上に着手した。過去150年間、開発による水質悪化はサンゴ白化現象や藻類の異常繁殖および農業汚染の原因となってきた。これらが、気候変動に抵抗するサンゴ礁の活力を削いでいた。以前からの法律・法令65項目を組み込んだ計画は2003年10月に実行に移され、当面の目標は2013年までに水質悪化を食い止めて向上に転じさせることに向けられた。これにより2020年までに水質改善を成し遂げ、リーフの健全な状態へ及ぼす悪影響を除くことを目指す。これらは、流入する水質汚濁物そのものの減少と、きれいな水が流入することで暗礁内の自然な浄化作用を復元させ維持する効果を期待している。
上で挙げた目的達成のため、この計画では汚濁物発生源を単独の場所に求めず、面的な対策に焦点を絞った。特に、農業で使用される肥料・殺虫剤および発生する流送土砂を重視し、都市から生じる面的な発生源は別の法律で制御した。この計画は2009年に更新された際、それまでの対策が正しい方向に進んでいると評価した。更新後の計画では「効果の優先順位を重視し、産業界や共同体と連携し、新しい政策と規定の枠組み（リーフプラン5）を具体化する」という試みを明記した。ここでは、達成状況の評価、新しい目標設定、責任の明確化、監視と査定方法の改良が行われた。これによって、改訂時点で65の目標のうち41が達成され、18の進展が途上にあり、6は不充分な進捗状態にあると判断された。2003年改訂のポイントは、リーフ・クオリティ・パートナーシップ (Reef Quality Partnership) の創設であり、目標設定と進捗管理を行って土地所有者が行った改善に応じた賃貸拡充など報酬を得られるようにすることを定めた。ウオーター・クオリティ・インプルーブメント・プラン (Water Quality Improvement Plans) では、地域の目標設定を行い、必要な管理体制の改革を明瞭にした。ニュートリエント・マネジメント・ゾーン (Nutrient Management Zones) の設定では堆積物の除去を推奨する地区を設け、収穫と持続的農業を助成する教育プログラムや土地管理手法の改革などはファーム・マネジメント・システム (Farm Management Systems) と実務に関する規約を通じて実行する。クイーンズランド・ウエットランド・プログラム (Queensland Wetland program) や他の研究成果は既にサンゴ礁に流れ込む水の質を向上させる成果に結びついている。
また、それぞれの計画が水質にどのような影響を与えているかを評価する科学者の特別委員会も設置された。彼らは、それぞれの計画は目標に達しているが、気候変動に対するグレートバリアリーフの回復力向上に水質改善の効果が及ぼしたという証拠の確認は不充分だという見解を示した。2008年のリーフォーカス・サミットでも詳細な報告がなされ、同じ結論に達した。これを受けて、国や州を含む複数の団体にわたる利害関係者による検討会が設置され、目標や達成点の更新が行われた。更新計画では、分野と活動内容に対する重点戦略が組まれ、2013年の達成を目指した。また、目標達成の評価を行うため、定量的な数値が設定された。例を挙げると、沈殿物中の窒素とリンを2013年段階で50%まで、2020年段階で20%まで削減することが盛り込まれた。また、計画には土地所有者が習得すべき牧草、土、肥料および化学物質を管理する技能の段階を概略で定めた。さらに、水質改善に寄与する土地利用法の枠組み構築を助ける概略計画を実行する取り組みのいくつかに対する援助が含められた。これらの手段で、国と州は2013年までに水質向上を期待している。そして2013年の報告には、未来に向けたさらなる水質と野生生物の生育環境向上を実現するために何を為すべきかが盛り込まれることになる。
2004年7月、海洋公園内に新しいゾーニング計画が実施され、これは海洋生態系保護の新しい世界的な標準となるものと評価された。このゾーニングはMARXANソフトウェアを使用して策定された系統的保存計画手法で設けられた。これによって変更された、特に重要な保護区域が占める面積は4.5%から33.3%まで大きく増やされ、当時としては世界最大の海洋保護区となった。ただし、2006年にこれを上回る規模のパパハナウモクアケア海洋ナショナル・モニュメントが設定された。
2006年に報告されたレビュー「1975年のグレートバリアリーフ海洋公園条例」では、ゾーニングは今後2013年までは手をつけるべきではなく、サンゴ礁の健全性・管理状況および環境の圧力について調査し、5年毎に査読を受ける報告書が纏められ発行されることを提言した。査定では、証拠をより明白にするための評価基準が準備されており、これによって判断され点数が与えられる。報告書はそれぞれこの評価と採点を経て、過去に遡った過程を追跡することができる。

### 観光

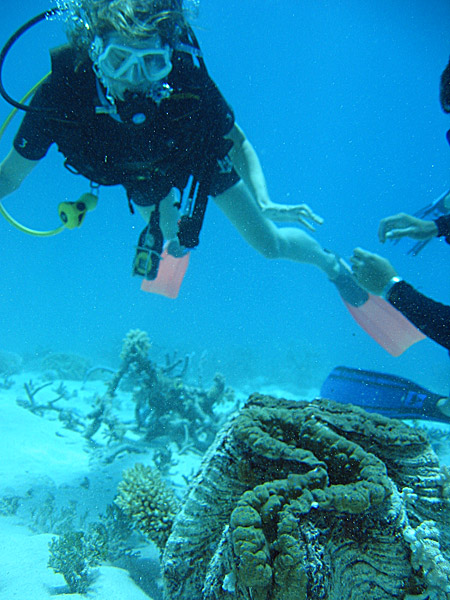
グレートバリアリーフでオオシャコガイを見物するダイバーたち。

類稀な生物多様性を持つ上に、暖かくライブアボード等を用いた利便性が高い海域でもあるため、グレートバリアリーフは非常に人気がある観光地であり、特にスクーバダイビングは好まれる。観光拠点は、それぞれにプランを提供する便利なウィットサンデーやケアンズになり、この地域は海洋公園の7%に相当する。クイーンズランド州沿岸では日帰りのボートツアーを企画する都市も多い。また、リゾートを提供する場所は、初期に開かれたレディーエリオット島など27の島（1996年時点）や沿岸がある。リザード島の近くにはダイビングポイントのコッド・ホールがある。
国内旅行では1996年の時点でほとんどを取り込み、特に冬の時期に人気を博した。1年当たりの観光収入は7億7600万AU$に達した。2003年には40億AU$、2005年には51億AU$となった観光収入は同地区最大の産業となり、毎年200万人が訪れるようになった。しかし、これら観光事業がグレート・バリア・リーフに悪影響を与えているのではという懸念もある。
ボートツアーやクルージングが多く行われ、その期間も1日から数日間をかけるもの、船舶もディンギーからスーパーヨットまで多様である。グラスボートや海中天文台もあり、ヘリコプター飛行も行われる。しかし断然の人気を誇るものはシュノーケリングとスクーバダイビングである。これらは平底のボートを使い、潜る場所は網で囲われる。水質がきれいなリーフの外側が特に好まれる。また、ハート型のような形のサンゴ礁があり観光スポットにもなっている。
観光事業は持続可能性に配慮して管理される。観光料金にはグレートバリアリーフの研究に使われる費用が加味されており、GBRMPA総収入の20%がこれから賄われている。リーフの通行において、クルーズ客船や裸傭船契約また投錨には制限が掛けられている。

### 水産業
クイーンズランド州におけるグレートバリアリーフの水産業は年間10億AU$の利益を上げている。創出雇用は約2000人であり、さらにレクリエーションや伝統的な自家消費用の漁業でも、リーフは活用されている。

## 登録基準
この世界遺産は世界遺産登録基準のうち、以下の条件を満たし、登録された（以下の基準は世界遺産センター公表の登録基準からの翻訳、引用である）。
- (7) ひときわすぐれた自然美及び美的な重要性をもつ最高の自然現象または地域を含むもの。
- (8) 地球の歴史上の主要な段階を示す顕著な見本であるもの。これには生物の記録、地形の発達における重要な地学的進行過程、重要な地形的特性、自然地理的特性などが含まれる。
- (9) 陸上、淡水、沿岸および海洋生態系と動植物群集の進化と発達において進行しつつある重要な生態学的、生物学的プロセスを示す顕著な見本であるもの。
- (10) 生物多様性の本来的保全にとって、もっとも重要かつ意義深い自然生息地を含んでいるもの。これには科学上または保全上の観点から、すぐれて普遍的価値を持つ絶滅の恐れのある種の生息地などが含まれる。